# Felizarda Jorge
Felizarda Jorge (ur. 23 lutego 1985 w Luandzie) – angolska koszykarka, występująca na pozycji rozgrywającego.
Złota medalistka z mistrzostw Afryki w 2011 roku oraz brązowa z 2009 r. Debiutantka na Letnich Igrzyskach Olimpijskich 2012 w Londynie – rozegrała 5 spotkań.